# José Anacleto Goñi Prieto
José Anacleto Goñi Prieto (23 de junio de 1817 - 12 de diciembre de 1886) fue un oficial de marina chileno que alcanzó el grado de vicealmirante.
En 1832 ingresó al curso especial de guardiamarinas de la Escuela Militar de Santiago, egresando con el grado de guardiamarina el 28 de marzo de 1837.
Entre los años 1837 y 1839 participó como oficial subalterno en la guerra contra la Confederación Perú-Boliviana. En 1844 efectuó varias comisiones al estrecho de Magallanes a bordo de la goleta-queche Magallanes, después, en 1847, siendo capitán de corbeta se desempeñó como segundo comandante de la fragata Chile y luego, en 1850, fue nombrado comandante del bergantín Meteoro. En 1851, siendo capitán de fragata, asumió el mando de la corbeta Constitución y en 1856 el mando de la corbeta Esmeralda.
Entre los años 1861 y 1867, siendo capitán de navío, se desempeñó como Gobernador Marítimo de Valparaíso. En 1865 participó en la guerra contra España como asesor del Ministro Plenipotenciario de Chile en Perú. En 1870 asumió el mando de la corbeta O'Higgins con la cual efectuó un viaje de instrucción de cadetes de la Escuela Naval a isla de Pascua. En 1873, siendo contralmirante, fue enviado a Inglaterra a supervisar la construcción de varias naves. Al comienzo de la Guerra del Pacífico, en 1879, fue designado comandante general de Marina. En 1885 fue unos de los fundadores del Círculo Naval luego denominado Club Naval de Valparaíso. Falleció en diciembre de 1886.

## Juventud – Ingreso a la Armada
Nació el 23 de junio de 1817, su padre fue don José Anacleto Goñi, capitán español del bergantín de cabotaje Águila, apresado en Valparaíso por los revolucionarios chilenos el 26 de febrero de 1817 pasando a ser el primer buque de la naciente república.
En 1832 ingresó a la Escuela Militar de Santiago al curso especial de guardiamarinas, egresando de esta en 1837 y siendo incorporado a la Armada como guardiamarina el 28 de marzo del mismo año.

## Guerra contra la Confederación Perú-Boliviana
En 1838 en el grado de teniente 2.º y como oficial de la corbeta Valparaíso participó en el bloqueo del Callao y en la captura de la corbeta peruana Socobaya.
El 23 de septiembre de 1838, en circunstancias que la Valparaíso se encontraba fondeada en el puerto de Pisco, desembarcó junto con el comandante del buque y un grupo de 30 marineros armados  para establecer una guarnición en ese puerto. Esta partida fue sorprendida por un escuadrón de caballería de la Confederación al mando del coronel Estanislao Correa y fue hecha prisionera, permaneciendo en esta calidad hasta la derrota del ejército del mariscal Santa Cruz a comienzos de 1839.

## Carrera naval – Guerra contra España
La fundación de Fuerte Bulnes en el estrecho de Magallanes en 1844 obligó a la Armada abastecerlo y con ello se inició el conocimiento de la ruta de los canales chilotes y patagónicos por parte de los  oficiales de marina de la época. Goñi efectuó en ese período varios viajes como oficial de la goleta-queche Magallanes hasta el estrecho de Magallanes.
En 1847 siendo capitán de corbeta ocupó el cargo de segundo comandante de la fragata Chile y en 1850 fue designado comandante del bergantín Meteoro. En octubre de 1851 siendo capitán de fragata tomó el mando de la corbeta Constitución. A fines de 1856 tomó el mando de la corbeta Esmeralda, nave recientemente construida en Inglaterra.
Para la guerra contra España siendo capitán de navío fue designado asesor del Ministro Plenipotenciario de Chile en Perú don Domingo Santa María.

## Últimos años – Guerra del Pacífico
Fue Intendente de Valparaíso en tres períodos: 1867 a 1868 y desde 1869 a 1870 en el grado de capitán de navío y posteriormente con el grado de contralmirante entre 1879 y 1880.
En 1870 fue designado comandante de la corbeta O'Higgins teniendo como segundo comandante al teniente 1.º Arturo Prat Chacón, quien en 1879 pasaría a la inmortalidad en el combate de Iquique. La nave efectuó un viaje de instrucción de dos meses con cadetes de la Escuela Naval y con aprendices de marineros a la isla de Pascua. Efectuó un levantamiento hidrográfico de las costas de la isla y en su viaje de regreso embarcó a varios nativos como aprendices de marineros.
En 1885 fue uno de los oficiales fundadores del Círculo Naval, centro cuyo objetivo era ser custodio de las tradiciones navales y del desarrollo profesional, con el tiempo cambió su nombre a Club Naval de Valparaíso. En 1886 fue el primer comandante de la Academia de Guerra de Marina ,cargo que desempeñó durante un año,antes de fallecer en diciembre de 1886.

## Legado
Su principal legado fue la capacidad profesional y el espíritu de sacrificio demostrado durante los 52 años que sirvió en la Armada.